# Neutralidade da rede
A neutralidade da rede (ou neutralidade da Internet, ou princípio de neutralidade) é "um princípio de não discriminação cujo objetivo é preservar uma Internet aberta e de finalidade geral, facilitando a participação ativa do usuário bem como o pleno gozo dos direitos fundamentais de todos os internautas". A neutralidade da rede baseia-se no princípio de que todas as informações que trafegam na rede devem ser tratadas da mesma forma, navegando à mesma velocidade, garantindo o livre acesso a qualquer tipo de conteúdo na rede sem ferir a autonomia do usuário e não discriminar determinadas aplicações por consumo de banda larga. Em outras palavras, é um princípio segundo o qual se deve permitir condições isonômicas de acesso a informações a todos, sem quaisquer interferências no tráfego online. 
Essa foi a concepção inicial da Internet, permitindo transferência de dados entre pontos (End-to-End), sem qualquer discriminação. Entretanto, certas práticas dos provedores de serviços da Internet (ISPs) e provedores de banda larga da Internet (IBPs), pontos importantes no desenvolvimento da Internet, originaram o debate sobre a neutralidade da rede. Como exemplos dessas práticas podemos citar: aplicações em tempo real; difusão de aplicações que usam muita largura de banda (P2P), (que demandam maior investimento no desenvolvimento da rede e que são incompatíveis com os modelos de cobrança dos provedores); o uso crescente de redes sem fio domésticas (que permitem compartilhamento da conexão com vizinhos, reduzindo as receitas dos provedores). 
Visando proteger seus interesses econômicos, muitos ISPs introduziram práticas que usuários acham ilegais ou prejudiciais para o futuro da Internet, principalmente o chamado “traffic shaping”. Os provedores tentam evitar que usuários usem roteadores sem fio, VOIP e programas de compartilhamento de arquivos. Além disso, alguns ISPs bloqueiam acesso a certos sites e filtram e-mails que contêm críticas sobre eles.
Nesse contexto, a neutralidade da rede busca evitar o controle privado sobre a circulação da informação e o desenvolvimento de inovações. Suas estruturas foram desenvolvidas de forma a garantir que os usuários da Internet tenham seus direitos humanos protegidos, estabelecendo uma Internet aberta que apresenta barreiras mínimas ao acesso à economia digital.

## Definições
A neutralidade da rede resume-se do ponto em que todo o tráfego de dados na Internet deve ser encaminhado igualmente sem limitações, independentemente do consumo de banda requerido. Vários defensores da neutralidade da rede formularam definições para a mesma, algumas podem ser vistas abaixo:
- Totalmente sem discriminação

O professor Tim Wu da Columbia Law School, afirma: "Neutralidade da rede é melhor definido como um princípio do design da Internet. A ideia é que o máximo aproveitamento da informação publica da Internet aspira o tratamento de todo o conteúdo, sites e plataformas igualmente".
- Discriminação limitada sem hierarquização QoS (Qualidade de Serviço).

Os legisladores Norte Americanos introduziram projetos de lei que permitem uma boa qualidade do serviço de discriminação, desde que nenhuma taxa especial seja cobrada para maior qualidade do serviço.
- Discriminação limitada e hierarquia

Esta abordagem permite taxas mais elevadas para QoS, enquanto não há exclusividade em contratos de serviços. De acordo com Tim Berners-Lee: "Se eu pago para me conectar à rede com uma determinada qualidade de serviço, e você paga para se conectar à rede com a mesma qualidade ou superior de serviço, então nós poderemos nos comunicar através da rede, com aquela qualidade de serviço". "[Nós] cada um pagou para se conectar a Internet, mas ninguém pode pagar para ter acesso exclusivo a aquele."
- Primeiro a entrar, primeiro a servir-se

De acordo com Imprint Magazine, Cardozo Law School professora Susan P. Crawford "Acredita que a Internet neutra deve encaminhar pacotes na base do primeiro a chegar, primeiro a ser servido, sem levar em consideração a Qualidade de Serviço".

## Desenvolvimento do conceito
O conceito de neutralidade da rede antecede o debate da Internet atual. Este conceito existe desde a era do telégrafo. Em 1860, uma lei federal dos EUA (Pacific Telegraph Act de 1860) foi desenvolvida para subsidiar uma linha telegráfica afirmando que: Mensagens recebidas a partir de qualquer indivíduo, empresa ou corporação, ou de quaisquer linhas telegráficas ligada com esta linha em qualquer dos seus terminais, deve ser imparcialmente transmitida na ordem da sua receção, com a exceção de que os despachos do governo terão prioridade... - Um ato para facilitar a comunicação entre os oceanos Atlântico e Pacífico por telégrafo elétrico, 16 de junho de 1860 Em 1888, Almon Brown Stronger inventou uma central telefônica automática para ignorar os operadores não-neutros de telefone que redirecionavam as chamadas a fim de obter lucros.
Em 2003, Tim Wu, professor na Columbia Law School, publicou e popularizou uma proposta para regra de neutralidade da rede, em seu artigo "Neutralidade da Rede, Discriminação na Banda Larga". O documento considera a neutralidade da rede em termos de neutralidade entre aplicações, bem como a neutralidade entre os dados e QoS de tráfego sensível, e propôs uma legislação para potencialmente lidar com estas questões. Ao longo de 2005 e 2006, a neutralidade da rede e o futuro da internet foi debatido por companhias de internet a cabo, consumidores e prestadores de serviço de internet (ISPs), embora a questão tenha sido completamente ignorada pelos meios de comunicação até 2006.
Em agosto de 2010, Google e Verizon chegaram a um acordo em que ambos são contra a neutralidade completa da rede. Os detalhes do contrato onde os ISPs devem ser "proibidos de impedir que usuários de seu serviço de acesso à internet banda larga de: (1) Enviar e receber conteúdos lícitos à sua escolha; (2) Executar aplicativos legais e utilizar de serviços lícitos à sua escolha; 3) Conectar suas escolhas a dispositivos legais e que prejudiquem a rede ou serviço, facilite o roubo de serviço ou prejudique outros usuários do serviço.". Eles passaram a dizer que os ISPs sem fio, tais como empresas de telefonia celular, não devem ser obrigados a fornecer redes neutras para seus clientes. A justificativa para essa informação era de que as redes sem fio ainda estão sendo desenvolvidas.
Em julho de 2013, o Secretariado do Fórum de Governança da Internet aprovou oficialmente a criação da Coalizão Dinâmica sobre Neutralidade da Rede (Dynamic Coalition on Network Neutrality), que desde então é coordenada pelo Prof. Dr. Luca Belli. O objetivo dessa Coalizão Dinâmica é promover um debate multissetorial e de longo prazo sobre o tema da neutralidade da rede, promovendo discussões e produzindo resultados concretos. Entre esses resultados encontram-se múltiplas apresentações nas sessões anuais do IGF, a publicação do "Net Neutrality Compendium" e a criação do Zero Rating Map

## Argumentos contrários

### Expansão da rede
Prioridades na rede são necessárias para futuras inovações na Internet; todo serviço de comunicação concorda que deve haver tratamento diferenciado para quem exige maior ou menor rapidez de transporte de seus dados, o que interfere nos preços diferenciados. Os provedores defendem que a neutralidade da rede não oferece incentivo para a expansão no mercado em grandes proporções, já que a tendência é o tráfego aumentar cada vez mais conforme a internet vai angariando novas tecnologias e aderindo mais pessoas, o que implica diretamente no orçamento dos Provedores de Internet; por-que demandaria à longo prazo o comprometimento e entrega dos serviços por um alto custo de banda, causando polarização no fluxo de dados. [carece de fontes?]

### Influência do servidor
A Internet já não é neutra, uma vez que grandes companhias obtêm melhor desempenho do que os competidores de menor dimensão, pois as primeiras utilizam servidores replicados e compram serviços de maior largura de banda . Os preços variarem de acordo com as necessidades de cada padrão de indivíduo e corporação é aceitável: um Web site que deseja maior rapidez de dados, por exemplo para comunicação em tempo real, pagará mais.  Esse sistema, chamado pelo Google de “broadband neutrality”, realmente é a causa da maior desigualdade.[carece de fontes?]

### Disponibilidade de banda
Desde a década de 1990 o tráfego na Internet tem se expandido em grande escala. Por meados de 1990 houve a chegada de websites com várias fotos e MP3;  em 2003 chegaram os  streaming de vídeo e compartilhamento P2P . Sites como o YouTube e outros menores começando a oferecer conteúdo livre de vídeo, passaram a usar grande quantidade de banda. Alguns  provedores de internet, como o SBC Communications, sugeriram que tinham o direito de cobrar para disponibilizar seus conteúdos. Alegou-se que os YouTube, MySpace  e blogs eram colocados em risco pela neutralidade da rede. O YouTube utiliza mais dados em três meses do que o rádio e televisão no mundo  em um ano, consequência da neutralidade da rede, que consome uma quantidade significativa de banda, sobrecarregando os provedores de internet.[carece de fontes?]

### Oposição à Legislação
Muitos políticos questionam a habilidade do  governo de regular a Internet de forma a causar avanço e não problemas. A legislação convencional torna difícil para os provedores de Internet tomar ações necessárias como filtrar informações para prevenir ataques do tipo denial of service, prevenção da disseminação de vírus e filtragem de spams.[carece de fontes?]
Alguns pontos da legislação tornam ilegais a priorização dos pacotes baseados em critérios  que diferem dos pré-fixados. Partes recentes da legislação, como “The Internet Freedom Preservation Act of 2009”, tentam resolver estes problemas, excluindo do controle da lei certos pontos que  regulam o gerenciamentos da rede.[carece de fontes?]

## Argumentos favoráveis

### Direitos digitais e democracia
A neutralidade da rede assegura que a Internet permita uma tecnologia livre e aberta, possibilitando uma comunicação democrática[carece de fontes?].Todo conteúdo da internet deve ser tratado igualmente e distribuído na mesma velocidade, sem qualquer tipo de discriminação (princípio End-to-End). Esta é a arquitetura simples e brilhante da Internet que a tem feito uma força econômica e socialmente poderosa. Sob esse ponto de vista é dita uma internet “burra”. Mas uma nova filosofia e arquitetura para a rede estão substituindo esta visão para a de uma rede inteligente, onde as redes de comunicações públicas seriam desenvolvidas para estarem sempre ligadas, sem intermitência ou escassez. A inteligência estaria no dispositivo do usuário final e não na rede.[carece de fontes?]

### Controle de dados
Os favoráveis à neutralidade da rede acham que as companhias de cabo devem  fornecer acesso livre de seus cabos aos ISPs, modelo que era usado nas conexões discadas. Eles querem garantir que as companhias de cabo não possam interromper ou filtrar conteúdo sem uma ordem judicial.
Assim, as companhias de cabo e telecomunicações não poderão ser controladores, decidindo quais sites serão rápidos ou lentos ou nem carregarão, ou seja, não poderão priorizar seus próprios serviços enquanto diminuem a velocidade ou bloqueiam seus competidores”.[carece de fontes?]

### Competição e inovação
A relação entre a neutralidade da rede e a garantia de uma competição justa entre diferentes serviços está diretamente relacionada com a Gestão do Tráfego de Internet (GTI), ou seja, as técnicas utilizadas para garantir o correto funcionamento das redes eletrônicas. A utilização de técnicas discriminatórias de GTI por parte dos operadores de rede prejudica profundamente a livre competição na Internet ao limitar a liberdade de escolha dos consumidores ou prejudicar serviços de concorrentes. Segundo críticos dessas práticas, permitir tratamento preferencial no tráfego colocaria companhias mais recentes em desvantagem e atrasaria as inovações em serviços on-line. 
Permitir que as companhias de cabo cobrem uma taxa para garantir qualidade da entrega do conteúdo criaria o que Tim Wu chama de um modelo discriminatório. A cobrança de cada site, seja ele um blog ou o Google, poderá bloquear sites de  serviços de competidores e também impedir acesso aos que não podem pagar. Segundo Lawrence Lessig e Robert W. McChesney, sem a neutralidade, a Internet seria como uma televisão a cabo, onde algumas companhias acabam por controlar o que você vê e o quanto você paga. Dessa forma, a neutralidade garante que a competição entre os aplicativos online seja baseada na qualidade dos produtos, e não na quantidade de dinheiro que seu desenvolvedor pode investir, se tornando assim "indispensável para a promoção da inovação tecnológica através da competição justa".

### Padrões da Internet
Alguns pensam que autorizar aos provedores da rede a separar o transporte  e aplicação em camadas da Internet acarretará no declínio dos padrões fundamentais da Internet. Sugerem que qualquer prática que forma a transmissão de bits na camada de transporte baseada na aplicação prejudicará a flexibilidade do transporte.[carece de fontes?]

### Pseudo-serviços
Alok Bhardwaj argumenta que qualquer violação à neutralidade da rede não envolverá investimento, ao contrário, acarretará em pagamentos por serviços desnecessários e duvidosos. Ele não acredita que investimentos serão feitos para fornecer a usuários serviços mais rápidos, e sim que a não neutralidade objetivaria remuneração por parte de sites que desejam maior rapidez  do que outros.[carece de fontes?]

## Diversidade da rede
Considerando os prós e contras da neutralidade da Internet, muitos concluem a favor da diversidade da rede, onde a neutralidade deve ser preservada, mas ao mesmo tempo dando espaço para outras demandas tecnológicas e de segurança. Um princípio técnico, como o End-to-End, não deve ser a base para um regime futuro de governança na Internet. A abertura da Internet não deve se focar somente em aspetos técnicos, mas também em aspetos políticos, legais, sociais e econômicos. A diversidade da rede atenderia a vários interesses, respeitando a igualdade dentro de cada rede. Não seria necessário uma única rede inteligente capaz de discriminar entre diferentes aplicações, mas redes diferentes para diferentes propósitos. Um leque de redes especializadas poderiam surgir: uma tradicional para e-mails e sites; uma com segurança reforçada para comércio e governo e uma de baixa latência para aplicações de tempo real. Apenas a primeira faria uso da neutralidade e as outras adotariam tecnologias para tornar a rede inteligente, abandonando o princípio End-to-End. A diversidade da rede atenderia a vários interesses, respeitando a igualdade dentro de cada rede. Não seria necessário uma única rede inteligente capaz de discriminar entre diferentes aplicações, mas redes diferentes para diferentes propósitos.[carece de fontes?]

## Por país

### Brasil
A neutralidade da rede no Brasil é uma obrigação dos provedores, de acordo com o Marco Civil da Internet (Lei 12.965/2014). A lei lista a neutralidade da rede como um dos princípios disciplinares do uso da Internet no Brasil e estabelece que o responsável pela rede deve "tratar de forma isonômica quaisquer pacotes de dados, sem distinção por conteúdo, origem e destino, serviço, terminal ou aplicação" (art. 9º). O dispositivo prevê também os casos em que pode haver exceção à regra (como em situações de emergência).
Segundo o jurista Paulo Rená, o Marco Civil não é suficiente para, em si, garantir a neutralidade da rede, mas permite que "a sociedade possa se envolver no debate que já existe, a partir de uma abordagem pública, e não apenas privada".

### Chile
Depois de uma campanha intensiva em blogs, twitter e outras redes sociais, o Parlamento do Chile alterou a lei das telecomunicações para preservar a neutralidade de rede

### Estados Unidos
Nos Estados Unidos havia a neutralidade da rede de forma geral, o que quer dizer que empresas de telecomunicações raramente ofereciam taxas de transmissão de dados diferentes (seja Internet discada ou banda larga) baseadas no tipo de conteúdo ou serviço que os consumidores utilizam. Por exemplo, muitos provedores de banda larga bloqueavam portas comuns, tais quais a porta 25 (SMTP) ou a porta 80 (HTTP), impedindo seus clientes de hospedarem servidores de email ou servidores web a menos que eles assinem uma "conta corporativa". Nos últimos anos proponentes do princípio de neutralidade estão buscando restringir tais práticas. Em 2005 e 2006, corporações (oponentes e proponentes) investiram pesado tentando persuadir o Congresso dos Estados Unidos. Em 2006, representantes de grandes corporações americanas e do governo federal discutiram publicamente o serviço de Internet americano em termos de forças do livre mercado, interesse público, a infraestrutura física e de software da Internet e as novas tecnologias de banda larga. Cinco tentativas fracassadas foram feitas em projetos de lei com certas cláusulas de neutralidade da rede aprovadas pelo congresso norte-americano. Cada um desses projetos de lei buscava proibir ISPs de usarem vários modelos de custos variáveis dependendo do nível da qualidade do serviço do usuário. Cláusulas típicas no projeto de lei declaram que "provedores de banda larga podem apenas priorizar... baseados no tipo de conteúdo, aplicações, ou serviços e nível de serviço assinado pelo usuário, sem qualquer cobrança monetária por essas prioridades.". Outras cláusulas comuns à discussão do princípio da neutralidade foram incluídas nos projetos de lei. O debate nos EUA se estendia internacionalmente devido a natureza global de muitos serviços de Internet. Na pratica a neutralidade da rede é influenciada por políticas estatais, como por exemplo o investimento de 30 000 milhões de dólares no projeto para neutralizar ataques na web.
Em 14 de dezembro de 2017, no entanto, a Comissão Federal de Comunicações dos Estados Unidos votou pela revogação das regras de 2015 destinadas a garantir uma internet gratuita e aberta, estabelecendo uma disputa judicial. Celebridades de Hollywood, políticos democratas e empresas como, Google, da Alphabet, e o Facebook chegaram a pedir para que as regulamentações da era do governo de Barack Obama fossem mantidas, impedindo os provedores de serviços de bloquear, diminuir o acesso ou cobrar mais por determinados conteúdos. A aprovação da proposta marca uma vitória para os provedores de serviços de internet.

### União Europeia

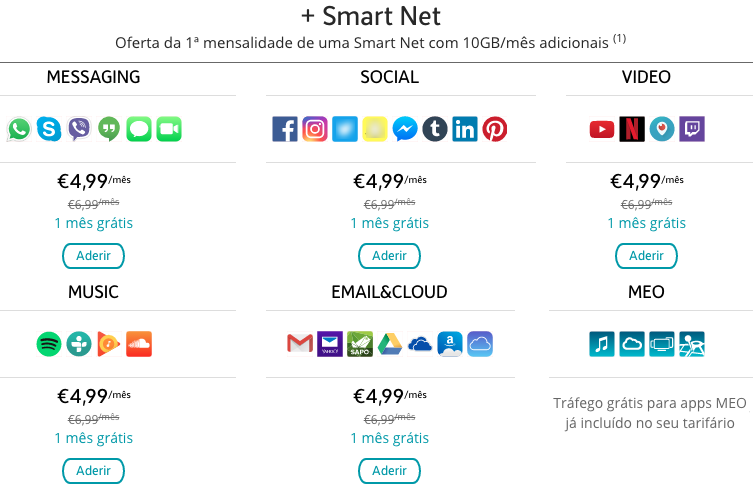
O fornecedor português de serviços de Internet MEO oferece vender acesso adicional a determinados serviços de dados nesta propaganda de outubro de 2017. Os defensores da neutralidade da rede citaram este modelo de preços como uma ilustração do acesso à Internet sem a neutralidade. Ao mesmo tempo, as empresas de telecomunicações observam a conformidade deste modelo de preços com a neutralidade da rede, conforme a lei a define em Portugal, na União Europeia e em outros lugares.

A União Europeia tenciona tomar medidas ativas para legislar sobre a neutralidade da rede, contrariando os potenciais danos causados pelo acesso não-neutro em banda larga. A Comissão Europeia dentro das propostas de alteração do quadro regulamentar europeu para as redes de comunicações eletrônicas e serviços publicada em 13 de novembro de 2007, considera a priorizar, ou em outras palavras diferenciar "é geralmente considerado benéfico para o mercado desde que os usuários possam escolher a capacidade de transmissão e o serviço que desejarem" e "consequentemente as regras atuais da UE permitem operadores de rede oferecer diferentes serviços para diferentes grupos de clientes, mas não permite aqueles que estão numa posição dominante discriminar de uma forma anti-competitiva entre clientes em uma situação similar.".
Além disso, a Comissão Europeia considera que o atual quadro jurídico europeu não pode efetivamente impedir que os operadores de rede de degradar os seus clientes. Assim, propõe-se a atribuir à Comissão Europeia para impor um mínimo de qualidade de serviços, a fim de resolver esta situação. Uma obrigação de transparência é também proposta para limitar a capacidade dos operadores de redes de criar restrições à escolha dos usuários finais de conteúdos lícitos e aplicações.